# Ramaria sinoconjunctipes
Ramaria sinoconjunctipes är en svampart som beskrevs av R.H. Petersen & M. Zang 1990. Ramaria sinoconjunctipes ingår i släktet Ramaria och familjen Gomphaceae.   Inga underarter finns listade i Catalogue of Life.